# Рудник (прізвище)
Рудник — українське прізвище. Належить до давнього типу слов'янських сімейних найменувань, утворених від особистих прізвиськ.
Традиція давати людині на додаток до імені, отриманому при хрещенні, індивідуальне прізвисько здавна існувала на Русі і зберігалася аж до XVII століття. Це пояснюється тим, що на практиці використовувалося відносно небагато канонічних церковних імен, які в результаті часто повторювалися. Численні ж особисті прізвиська дозволяли легко виділити людини в суспільстві. Тому іменування за прізвиськом додавалися до імен, отриманих при хрещенні, а нерідко повністю замінювали їх не тільки в побуті, але і в офіційних записах.
До числа таких «професійних» іменувань відноситься і особисте прозвання Рудник, від якого утворилася досліджувана прізвище. Рудником на Русі називали рудокопа, гірника. Сьогодні в Україні існує безліч селищ з назвою Рудник, Рудники, Рудниково. Вихідцю з такого села на новому місці проживання могли дати прізвисько Рудник.
Відомі носії прізвища:
- Рудник Артем Юрійович (1989—2014) — солдат Збройних сил України, учасник російсько-української війни.
- Рудник Ігор Андрійович — учасник Революції Гідності, кавалер ордена «За мужність» III ступеня[1]
- Рудник Сергій Сергійович (1892, Рига — 1967) — український учений у галузі різання металів.
- Рудник Петро Михайлович (Пётр Міхайлавіч Руднік) (нар. 1957) — білоруський державний діяч.
- Іларіон (Рудник), Єпископ Іларіон (в миру Роман Миколайович Рудник; 14 лютого 1972, Львів) — Єпископ Едмонтонський. Кандидат богослів'я.
- Рудник Спиридон Романович (12 грудня 1914, Медувата — †16 березня 1978, Ворошиловград) — військовий діяч, гвардії полковник, учасник зустрічі на Ельбі, нагороджений орденом США Легіон Заслуг ступеню офіцера.